# 9.ª etapa da Volta a Espanha de 2021
A 9.ª etapa da Volta a Espanha de 2021 teve lugar a 22 de agosto de 2021 entre Porto Lumbreras e Alto de Velefique sobre um percurso de 188 km e foi vencida pelo italiano Damiano Caruso da equipa Bahrain Victorious. O esloveno Primož Roglič manteve a liderança antes da primeira jornada de descanso.

## Classificação da etapa
| Puerto Lumbreras - Alto de Velefique | alta montanha | (188 km) |

| \| Classificação por etapas \| Classificação por etapas \| Classificação por etapas \| Classificação por etapas \| Classificação por etapas \| \| Ciclista \| Ciclista \| Equipe \| Tempo \| \| \| ------------------------ \| ------------------------ \| ------------------------ \| ------------------------ \| ------------------------ \| \| 1. \| Damiano Caruso \| Bahrain Victorious \| 5h03m14s \| \| \| 2. \| Primož Roglič \| Jumbo-Visma \| + 1m05s \| \| \| 3. \| Enric Mas \| Movistar Team \| + 1m06s \| \| \| 4. \| Jack Haig \| Bahrain Victorious \| + 1m44s \| \| \| 5. \| Miguel Ángel López \| Movistar Team \| + 1m44s \| \| \| 6. \| Adam Yates \| Ineos Grenadiers \| + 1m44s \| \| \| 7. \| Gino Mäder \| Bahrain Victorious \| + 2m07s \| \| \| 8. \| Giulio Ciccone \| Trek-Segafredo \| + 2m10s \| \| \| 9. \| Egan Bernal \| Ineos Grenadiers \| + 2m10s \| \| \| 10. \| David de la Cruz \| UAE Team Emirates \| + 2m40s \| \| |                    |                    |          |
| |                    |                    |          |
| Fonte: ProCyclingStats |                    |                    |          |
| Classificação por etapas |                    |                    |          |
| Ciclista | Ciclista           | Equipe             | Tempo    |
| 1. | Damiano Caruso     | Bahrain Victorious | 5h03m14s |
| 2. | Primož Roglič      | Jumbo-Visma        | + 1m05s  |
| 3. | Enric Mas          | Movistar Team      | + 1m06s  |
| 4. | Jack Haig          | Bahrain Victorious | + 1m44s  |
| 5. | Miguel Ángel López | Movistar Team      | + 1m44s  |
| 6. | Adam Yates         | Ineos Grenadiers   | + 1m44s  |
| 7. | Gino Mäder         | Bahrain Victorious | + 2m07s  |
| 8. | Giulio Ciccone     | Trek-Segafredo     | + 2m10s  |
| 9. | Egan Bernal        | Ineos Grenadiers   | + 2m10s  |
| 10. | David de la Cruz   | UAE Team Emirates  | + 2m40s  |

## Classificações ao final da etapa

### Classificação geral
| \| Classificação geral \| Classificação geral \| Classificação geral \| Classificação geral \| Classificação geral \| \| Ciclista \| Ciclista \| Equipe \| Tempo \| \| \| ------------------- \| ------------------- \| ------------------- \| ------------------- \| ------------------- \| \| 1. \| Primož Roglič \| Jumbo-Visma \| 1h19m27s \| \| \| 2. \| Enric Mas \| Movistar Team \| + 28s \| \| \| 3. \| Miguel Ángel López \| Movistar Team \| + 1m21s \| \| \| 4. \| Jack Haig \| Bahrain Victorious \| + 1m42s \| \| \| 5. \| Egan Bernal \| Ineos Grenadiers \| + 1m52s \| \| \| 6. \| Adam Yates \| Ineos Grenadiers \| + 2m07s \| \| \| 7. \| Giulio Ciccone \| Trek-Segafredo \| + 2m39s \| \| \| 8. \| Sepp Kuss \| Jumbo-Visma \| + 2m40s \| \| \| 9. \| Felix Großschartner \| Bora-Hansgrohe \| + 3m25s \| \| \| 10. \| David de la Cruz \| UAE Team Emirates \| + 3m55s \| \| |                     |                    |          |
| |                     |                    |          |
| Fonte: ProCyclingStats |                     |                    |          |
| Classificação geral |                     |                    |          |
| Ciclista | Ciclista            | Equipe             | Tempo    |
| 1. | Primož Roglič       | Jumbo-Visma        | 1h19m27s |
| 2. | Enric Mas           | Movistar Team      | + 28s    |
| 3. | Miguel Ángel López  | Movistar Team      | + 1m21s  |
| 4. | Jack Haig           | Bahrain Victorious | + 1m42s  |
| 5. | Egan Bernal         | Ineos Grenadiers   | + 1m52s  |
| 6. | Adam Yates          | Ineos Grenadiers   | + 2m07s  |
| 7. | Giulio Ciccone      | Trek-Segafredo     | + 2m39s  |
| 8. | Sepp Kuss           | Jumbo-Visma        | + 2m40s  |
| 9. | Felix Großschartner | Bora-Hansgrohe     | + 3m25s  |
| 10. | David de la Cruz    | UAE Team Emirates  | + 3m55s  |

### Classificação por pontos
| Classificação por pontos | Classificação por pontos | Classificação por pontos | Classificação por pontos | Classificação por pontos |
| Ciclista                 | Ciclista                 | Equipe                   | Pontos                   |                          |
| ------------------------ | ------------------------ | ------------------------ | ------------------------ | ------------------------ |
| 1.                       | Fabio Jakobsen           | Deceuninck-Quick Step    | 180 pts                  |                          |
| 2.                       | Jasper Philipsen         | Alpecin-Fenix            | 164 pts                  |                          |
| 3.                       | Arnaud Démare            | Groupama-FDJ             | 74 pts                   |                          |
| 4.                       | Alberto Dainese          | Team DSM                 | 73 pts                   |                          |
| 5.                       | Primož Roglič            | Jumbo-Visma              | 71 pts                   |                          |
| 6.                       | Michael Matthews         | BikeExchange             | 70 pts                   |                          |
| 7.                       | Magnus Cort              | EF Education-Nippo       | 67 pts                   |                          |
| 8.                       | Alex Aranburu            | Astana-Premier Tech      | 52 pts                   |                          |
| 9.                       | Lilian Calmejane         | AG2R Citroën Team        | 50 pts                   |                          |
| 10.                      | Piet Allegaert           | Cofidis                  | 45 pts                   |                          |

### Classificação da montanha
| Classificação da montanha | Classificação da montanha | Classificação da montanha          | Classificação da montanha | Classificação da montanha |
| Ciclista                  | Ciclista                  | Equipe                             | Pontos                    |                           |
| ------------------------- | ------------------------- | ---------------------------------- | ------------------------- | ------------------------- |
| 1.                        | Damiano Caruso            | Bahrain Victorious                 | 28 pts                    |                           |
| 2.                        | Romain Bardet             | Team DSM                           | 22 pts                    |                           |
| 3.                        | Pavel Sivakov             | Ineos Grenadiers                   | 16 pts                    |                           |
| 4.                        | Jack Haig                 | Bahrain Victorious                 | 15 pts                    |                           |
| 5.                        | Michael Storer            | Team DSM                           | 12 pts                    |                           |
| 6.                        | Primož Roglič             | Jumbo-Visma                        | 12 pts                    |                           |
| 7.                        | Rein Taaramäe             | Intermarché-Wanty-Gobert Matériaux | 10 pts                    |                           |
| 8.                        | Kenny Elissonde           | Trek-Segafredo                     | 10 pts                    |                           |
| 9.                        | Sepp Kuss                 | Jumbo-Visma                        | 9 pts                     |                           |
| 10.                       | Enric Mas                 | Movistar Team                      | 7 pts                     |                           |

### Classificação dos jovens
| Classificação dos jovens | Classificação dos jovens | Classificação dos jovens | Classificação dos jovens | Classificação dos jovens |
| Ciclista                 | Ciclista                 | Equipe                   | Tempo                    |                          |
| ------------------------ | ------------------------ | ------------------------ | ------------------------ | ------------------------ |
| 1.                       | Egan Bernal              | Ineos Grenadiers         | 34h20m45s                |                          |
| 2.                       | Aleksandr Vlasov         | Astana-Premier Tech      | + 2m03s                  |                          |
| 3.                       | Gino Mäder               | Bahrain Victorious       | + 2m08s                  |                          |
| 4.                       | Juan Pedro López         | Trek-Segafredo           | + 4m00s                  |                          |
| 5.                       | Rémy Rochas              | Cofidis                  | + 16m17s                 |                          |
| 6.                       | Steff Cras               | Lotto-Soudal             | + 22m39s                 |                          |
| 7.                       | Mark Padun               | Bahrain Victorious       | + 27m54s                 |                          |
| 8.                       | Clément Champoussin      | AG2R Citroën Team        | + 31m20s                 |                          |
| 9.                       | Pavel Sivakov            | Ineos Grenadiers         | + 31m51s                 |                          |
| 10.                      | Jefferson Cepeda         | Caja Rural-Seguros RGA   | + 41m13s                 |                          |

### Classificação por equipas
| Classificação por equipes | Classificação por equipes          | Classificação por equipes | Classificação por equipes |
| Equipe                    | Equipe                             | Tempo                     |                           |
| ------------------------- | ---------------------------------- | ------------------------- | ------------------------- |
| 1.                        | Movistar Team                      | 102h58m47s                |                           |
| 2.                        | Bahrain Victorious                 | + 1m32s                   |                           |
| 3.                        | Jumbo-Visma                        | + 7m31s                   |                           |
| 4.                        | Ineos Grenadiers                   | + 8m34s                   |                           |
| 5.                        | UAE Team Emirates                  | + 16m30s                  |                           |
| 6.                        | Trek-Segafredo                     | + 24m06s                  |                           |
| 7.                        | Intermarché-Wanty-Gobert Matériaux | + 36m44s                  |                           |
| 8.                        | Astana-Premier Tech                | + 47m39s                  |                           |
| 9.                        | Cofidis                            | + 57m06s                  |                           |
| 10.                       | Team DSM                           | + 1h03m01s                |                           |

## Abandonos
Johan Jacobs, Jacopo Guarnieri, Sergio Román Martín e Juan Sebastián Molano não completaram a etapa.